# Dzień tryfidów
Dzień tryfidów (tyt. oryg. The Day of the Triffids) – powieść postapokaliptyczna brytyjskiego pisarza Johna Wyndhama, powstała w 1951 roku, w Polsce wydana przez Iskry w 1975 r. w serii Fantastyka-Przygoda, w tłumaczeniu Wacławy Komarnickiej.
Książka opisuje globalną katastrofę polegającą na utracie wzroku większości populacji światowej, przy jednoczesnym rozpowszechnieniu się agresywnych roślin zdolnych do przemieszczania się (tytułowych tryfidów). W 1962 roku na podstawie książki powstał film pod tym samym tytułem.

## Treść książki
Głównym bohaterem jest Bill Masen, biolog który poświęcił swe życie badaniom nad tryfidami – dużymi, mięsożernymi roślinami o trzech charakterystycznych „odnóżach”, od których biorą swą nazwę. Tryfidy potrafią się poruszać na duże odległości, komunikować się za pomocą specjalnego organu w kształcie pałeczek, a także wypuszczają trującą wić, którą zabijają swoje ofiary. Według Billa tryfidy zostały wyhodowane w ZSRR, skąd rozprzestrzeniły się na cały świat po tym, jak samolot z wykradzionymi nasionami tryfidów został zestrzelony.
Fabuła zaczyna się w szpitalu, gdzie główny bohater został umieszczony po tym, jak tryfidowy jad dostał mu się do oczu. Podczas pobytu w szpitalu oczy Billa zostają zabandażowane. Pewnego dnia na niebie ukazuje się piękne zjawisko nazwane przez media przelotem komety, widoczne na całym świecie. Nazajutrz Bill budzi się w niepokojąco cichym budynku i odkrywa, że zarówno personel szpitala, jak i pacjenci stracili wzrok. Domyśla się, że to właśnie ten „przelot komety” spowodował tę katastrofę, bowiem oślepł każdy oprócz ludzi, którzy w tym okresie nie patrzyli w niebo.
Po wyjściu ze szpitala Bill wędruje przez Londyn pogrążony w anarchii – ślepcy rozpoczynają szaber zamkniętych sklepów, aby nie umrzeć z głodu. Bliski załamania nerwowego, spotyka w końcu widzącą kobietę – Josellę Playton, autorkę głośnej i kontrowersyjnej powieści pt. Seks jest moją przygodą. Razem decydują się opuścić miasto. W nocy zauważają jednak coś, co zmienia ich plany – smugę światła pochodzącą z reflektorów uniwersytetu londyńskiego. Nazajutrz odkrywają grupę ocalałych, których liderem jest Michał Beadley. Zamierza on odbudować rasę ludzką (dzieci bowiem rodzą się zupełnie zdrowe), ale jego poligamiczne idee budzą odrazę u wielu widzących. Następnego dnia widzący człowiek nazywający się Wilfred Coker ogłasza fałszywy alarm pożarowy, będący w rzeczywistości sprytną pułapką na innych widzących. Coker sprzeciwia się bowiem, jak uważa, egoistycznym pobudkom grupy Beadleya i pragnie uratować niewidomą ludność Londynu od śmierci głodowej. Bill także zostaje złapany i „zatrudniony” jako przewodnik dla sporej grupy ludzi.
Szlachetne pobudki Cokera okazują się jednak złudne, bowiem nieprzywykli do braku wzroku londyńczycy nie potrafią samodzielnie wykonać prawie żadnej pracy. Na horyzoncie pojawiają się też nowe zagrożenia – konkurencyjna, agresywna banda dowodzona przez rudowłosego młodzieńca z rewolwerem oraz tryfidy, które pozbawione nadzoru uciekły ze szkółek. Na dodatek wybucha tajemnicza zaraza. Bill pomimo rozległej wiedzy biologicznej nie jest w stanie pomóc chorym. Po pewnym czasie wszyscy zarażeni umierają. Masen postanawia uciec i odnaleźć Josellę. Po dotarciu do uniwersytetu znajduje tylko adres dworu Tynsham, wypisany na ścianie, oraz Cokera. Po dotarciu do Tynsham wędrowcy dowiadują się, że władzę sprawuje tu panna Durrant – ortodoksyjna chrześcijanka, która podobnie jak wiele innych widzących, nie zgadzała się na wywrotowe poglądy Beadleya. Bill i Coker wyjeżdżają z Tynsham i po drodze spotykają widzącego – Stefana Brennella, mieszkającego ze swą partnerką i znajomym w ufortyfikowanym domu. Coker uświadamia Stefanowi, że przebywanie w większej grupie znacznie wzmacnia szanse przetrwania i pragnie przeprowadzić się do Tynsham. Niestety, po przyjeździe dwór okazuje się opuszczony z powodu zarazy. Wtedy Bill przypomina sobie o tym, że Josella może obecnie przebywać w Susseksie.